# Marion Laborde
Marion Laborde (9 de dezembro de 1986) é uma basquetebolista profissional francesa, medalhista olímpica.

## Carreira
Marion Laborde integrou a Seleção Francesa de Basquetebol Feminino, em Londres 2012, conquistando a medalha de prata.